# Alicja Sakaguchi
Alicja Sakaguchi (Szczecin, 1954 –) lengyel nyelvész, egyetemi tanár az eszperantó és az interlingvisztika területén.

## Életútja
1974 és 1979 között Budapesten az Eötvös Loránd Tudományegyetem Magyar és Eszperantológia Szakán tanult és szerzett diplomát. 1982-ben doktorált. 1981 és 1985 között a Paderborni Egyetem, majd 1986 és 1998 között a frankfurti Goethe Egyetem oktatója volt. 2000-ben habilitált, miután megjelent egy interlingvisztikai könyve. 2001-től a poznańi Adam Mickiewicz Egyetemen tanít. 2001–02-ben a modern nyelvek adjunktusa volt; 2003 óta professzor,  és interlingvisztikát, eszperantót, németet és interkulturális kommunikációt tanít.

## Családja
Férje a japán Takashi Sakaguchi, akit az eszperantó mozgalom révén ismert meg. Két felnőtt gyermekük van, Dai és Leo, akik eszperantó anyanyelvűek.

## Főbb művei
- Rasmus Kristian Rasks Konzeption einer Welthilfssprache in Historiographia Linguistica (társszerző Heribert Rück, 1989) 16: 311–326.
- Rasmus Kristian Rask: Traktatu d’ un Lingua universale (Abhandlung über eine allgemeine Sprache/Traktato pri generala lingvo). Teil II aus der Handschrift "Optegnelser til en Pasigraphie" (1823). Aus dem Nachlass herausgegeben und kommentiert von Alicja Sakaguchi. Frankfurt/M., Berlin, Bern u. a.: Lang, 1996.
- Interlinguistik: Gegenstand, Ziele, Aufgaben, Methoden, Frankfurt am Main: Lang, 1998 (Duisburger Arbeiten zur Sprach- und Kulturwissenschaft 36).
- Einige Bemerkungen zur dreisprachigen Erziehung (Polnisch-Esperanto-Deutsch) meiner Kinder. In: Leslaw Cirko / Martin Grimberg (szerk.): Phänomene im semantisch-syntaktischen Grenzbereich. Materialien der internationalen Linguistenkonferenz Karpacz 27.9.-29. September 2004. (Beihefte zu Orbis Linguarum 47). Dresden, Wrocław: Neisse Verlag, 2006, S. 133–145.

## Fordítás
- Ez a szócikk részben vagy egészben  az    Alicja Sakaguchi  című lengyel Wikipédia-szócikk ezen változatának fordításán alapul.  Az eredeti cikk szerkesztőit annak laptörténete sorolja fel. Ez a jelzés csupán a megfogalmazás eredetét és a szerzői jogokat jelzi, nem szolgál a cikkben szereplő információk forrásmegjelöléseként.
- Ez a szócikk részben vagy egészben  az    Alicja Sakaguchi  című német Wikipédia-szócikk ezen változatának fordításán alapul.  Az eredeti cikk szerkesztőit annak laptörténete sorolja fel. Ez a jelzés csupán a megfogalmazás eredetét és a szerzői jogokat jelzi, nem szolgál a cikkben szereplő információk forrásmegjelöléseként.